# 이장곤
이장곤(李長坤, 1474년 ~ ?)은 조선 전기의 문신이자 학자로 자는 희강, 호는 학고와 금헌, 금재, 우만, 시호는 정도이며 본관은 벽진이다.

## 생애
참군 이승언의 아들이자 김굉필(金宏弼)의 문인으로 1495년 사마시에 장원으로 합격하여 1502년 알성문과에 을과로 급제했다. 1504년 교리로 있던 중 갑자사화(甲子士禍)에 휘말려 거제로 귀양갔으나 함흥으로 도주하여 양수척(楊水尺)의 무리에 끼어 살면서 목숨을 부지했다.
1506년 중종반정 이후 박원종(朴元宗)의 추천으로 다시 관직에 임명되어 교리와, 장령, 동부승지 등을 역임했으며 학문과 무예 모두 겸해 중종의 큰 신임을 받았다.
1512년 여진족의 침략을 무찌르고 1513년에 이조참판이 되었으며 1514년에는 예조참판으로 정조사가 되어 명나라에 다녀왔다. 이후 대사헌, 이조판서, 좌찬성 등을 역임했다.
1519년 병조참판으로 재임시 남곤(南袞), 심정(沈貞) 등이 주도한 기묘사화(己卯士禍)에는 사림의 처벌 논의에는 참여했으나 체포된 조광조(趙光祖)와 그의 신진 세력들의 처형에는 반대하다가 삭직당했다.
1522년 복관되어 여강과 창녕 등지에서 은거 생활을 하였다.

### 사후
사후 창녕의 연암서원에 제향되었으며 문집에는 《금헌집》이 있다.

## 저서
- 《금헌집》

## 매체에서
- 왕과 비 - 이한위
- 여인천하 (드라마) - 박상규 (배우)

## 같이 보기
- 기묘사화
- 남곤
- 심정
- 김안로
- 홍경주